# 群馬県道・埼玉県道23号藤岡本庄線
群馬県道・埼玉県道23号藤岡本庄線（ぐんまけんどう・さいたまけんどう23ごうふじおかほんじょうせん）は、群馬県藤岡市森から埼玉県本庄市寿3丁目に至る県道（主要地方道）である。

## 概要
群馬県藤岡市森で群馬県道13号前橋長瀞線から分岐し、藤岡市中心街を抜け、藤岡市小林で国道254号と合流する。神流川を渡る藤武橋を国道と重複し埼玉県に入り、児玉郡上里町長浜で国道から分かれ、神流川の土手を北上した後、西へ向かう。
三町西交差点から本郷交差点までを埼玉県道・群馬県道22号上里鬼石線と重複し、七本木地内で上越新幹線、関越自動車道のそれぞれ高架下を通り、旧来からの藤岡本庄線とバイパス道路とが分岐、旧道は七本木交差点から北へ向かい本庄市に入ると、JR高崎線を越え、本庄市小島の国道17号との交差点で終点となる。
一方のバイパスは本庄市内、国道462号西富田南交差点や埼玉県道31号本庄寄居線、埼玉県道86号花園本庄線と交差し、埼玉県道45号本庄妻沼線の始点である本庄市寿3丁目の国道17号との交差点で終点となる。

### 路線データ
- 起点：群馬県藤岡市森
- 終点：埼玉県本庄市寿3丁目

## 歴史
- 時期不明 - 埼玉県道8号藤岡本庄線として認定される。
- 1993年（平成5年）5月11日 - 建設省から、県道藤岡本庄線が23号藤岡本庄線として主要地方道に指定される[1]。

## 地理

### 通過する自治体
- 群馬県
  - 藤岡市
- 埼玉県
  - 児玉郡上里町
  - 本庄市

## 交差する主な道路

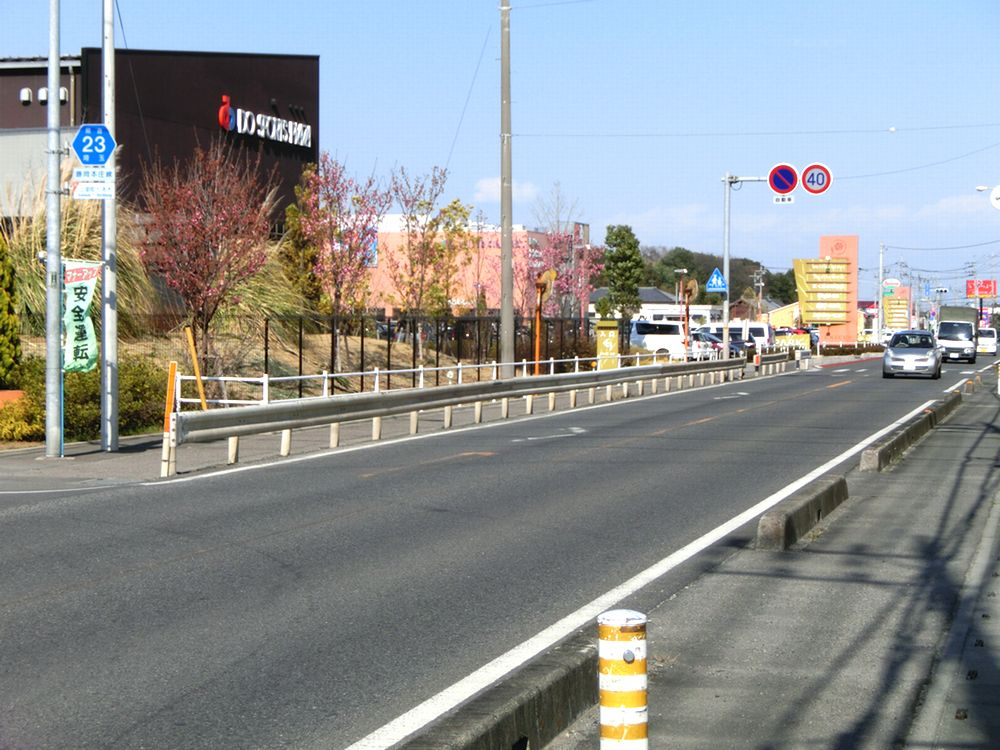
埼玉県児玉郡上里町大字七本木付近

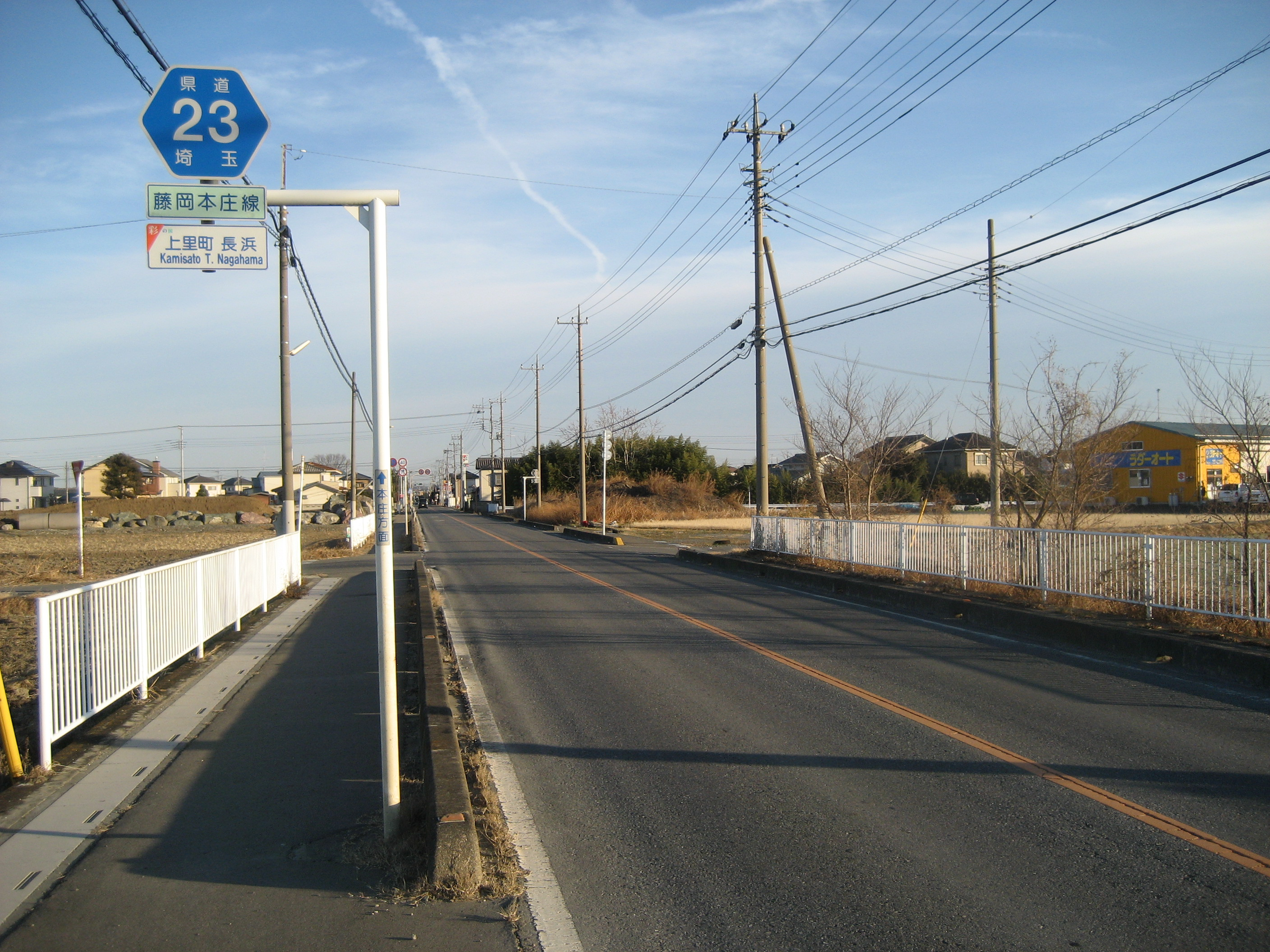
上里町長浜付近

| 交差する道路                    | 交差する道路                    | 交差点名     | 所在地 | 所在地 | 所在地      |
| ------------------------------- | ------------------------------- | ------------ | ------ | ------ | ----------- |
| 群馬県道13号前橋長瀞線          | 群馬県道13号前橋長瀞線          | 森           | 群馬県 | 藤岡市 | 森          |
| （ららん通り）                  |                                 |              | 群馬県 | 藤岡市 | 森          |
| 群馬県道174号下栗須馬庭停車場線 | 群馬県道174号下栗須馬庭停車場線 | 中栗須       | 群馬県 | 藤岡市 | 中栗須      |
| （産業道路）                    | （産業道路）                    | 中栗須藤岡境 | 群馬県 | 藤岡市 | 中栗須      |
| 群馬県道175号上日野藤岡線       | 群馬県道40号藤岡大胡線          | 七丁目       | 群馬県 | 藤岡市 | 藤岡        |
| 群馬県道40号藤岡大胡線          | 本線                            | 四丁目       | 群馬県 | 藤岡市 | 藤岡        |
| （十石街道）                    | 本線                            | 一丁目       | 群馬県 | 藤岡市 | 藤岡        |
| 国道254号                       | 国道254号                       | 小林         | 群馬県 | 藤岡市 | 小林        |
| 国道254号                       | 本線                            | 長浜         | 埼玉県 | 上里町 | 長浜        |
| 埼玉県道22号上里鬼石線          |                                 | 三町西       | 埼玉県 | 上里町 | 三町        |
| 埼玉県道131号児玉新町線         | 埼玉県道131号児玉新町線         | 三町         | 埼玉県 | 上里町 | 三町        |
|                                 | 埼玉県道22号上里鬼石線          | 本郷         | 埼玉県 | 上里町 | 七本木      |
| 国道462号                       | 国道462号                       | 西富田（南） | 埼玉県 | 本庄市 |             |
| 埼玉県道31号本庄寄居線          | 埼玉県道31号本庄寄居線          | けや木2丁目  | 埼玉県 | 本庄市 | けや木2丁目 |
| （二本松通り）                  | （二本松通り）                  |              | 埼玉県 | 本庄市 | 五十子      |
|                                 | 埼玉県道86号花園本庄線          |              | 埼玉県 | 本庄市 | 寿1丁目     |
| 国道17号                        | 国道17号                        | 寿3丁目      | 埼玉県 | 本庄市 | 寿3丁目     |
| 埼玉県道45号本庄妻沼線 羽生方面 |                                 |              |        |        |             |

### 重複区間
- 群馬県道40号藤岡大胡線（群馬県藤岡市藤岡・七丁目交差点 - 交差点）
- 国道254号（群馬県藤岡市小林・小林交差点 - 埼玉県児玉郡上里町大字長浜・長浜交差点）
- 埼玉県道22号上里鬼石線（埼玉県児玉郡上里町大字三町・三町西交差点 - 埼玉県児玉郡上里町大字七本木・本郷交差点）

## 沿道の主な施設
| 施設                           | 所在地 | 所在地 |
| ------------------------------ | ------ | ------ |
| 藤岡市立小野小学校             | 群馬県 | 藤岡市 |
| ヤオコー 藤岡店                | 群馬県 | 藤岡市 |
| カワチ薬品 藤岡店              | 群馬県 | 藤岡市 |
| アイケイ薬局 藤岡店            | 群馬県 | 藤岡市 |
| 群馬県立藤岡中央高等学校       | 群馬県 | 藤岡市 |
| 公立藤岡総合病院               | 群馬県 | 藤岡市 |
| 神明宮                         | 群馬県 | 藤岡市 |
| 藤岡市役所                     | 群馬県 | 藤岡市 |
| 藤岡郵便局                     | 群馬県 | 藤岡市 |
| ドン・キホーテ UNY藤岡店       | 群馬県 | 藤岡市 |
| 上里三町郵便局                 | 埼玉県 | 上里町 |
| 上里町立町民体育館             | 埼玉県 | 上里町 |
| カリモク家具埼玉北ショールーム | 埼玉県 | 上里町 |
| ウニクス上里                   | 埼玉県 | 上里町 |
| 児玉敏広域消防本部             | 埼玉県 | 本庄市 |
| 本庄東富田郵便局               | 埼玉県 | 本庄市 |
| 本庄市立中央小学校             | 埼玉県 | 本庄市 |
| クスリのアオキ けや木店        | 埼玉県 | 本庄市 |
| しまむら 本庄店                | 埼玉県 | 本庄市 |